# Hwang Bo-ram
Dans ce nom coréen, le nom de famille, Hwang, précède le nom personnel.
Pour les articles homonymes, voir Hwang.
Hwang Bo-ram, née le 6 octobre 1987, est une footballeuse internationale sud-coréenne évoluant au poste de défenseure au Hwacheon KSPO. Elle fait également partie de l'équipe nationale depuis 2006.